# Элицур (баскетбольный клуб, Нетания)
«Элицур Ирони» Нетания (ивр. אליצור עירוני קוסמוס נדל"ן נתניה‎) — профессиональный баскетбольный клуб из Нетании, Израиль. Команда квалифицировалась в первую израильскую лигу в 1985 под названием «Элитцур Нетания».
В 2009 году команда выиграла лигу с 33 победами и одним поражением.

## Состав
Итай Мошковиц 
Рой Парецки
Карлос Маршал 
Кайлер Эдуардс
Брайс Вашингтон 
Шахар Дорон
Борис Богуславский 
Эрик Ромэро
Максим Филоненко
Ариэль Айзик
Амит Ахарони 
Даджуан Гордон
Нисим Турджеман 
Имри Шавит
Илай Долински 
Гай Адиви
Илай Хаюн

## Достижения
- Финалист Кубка Израиля: 1987-88, 2010-11
- Второе место Чемпионата Израиля: 1985-86
- Чемпион Лиги Леумит: 2008-09
- Победитель регулярного сезона Лиги Леумит: 2007-08; 2008-09